# Краснопевцев, Алексей Ильич
Алексей Ильич Краснопевцев (февраль 1878, село Кутьма, Крапивенский уезд, Тульская губерния — не ранее 1951) — магистр богословия, член двух Поместных соборов Русской православной церкви 1917 и 1945 годов, редактор «Тульских епархиальных ведомостей».

## Биография
Родился в семье священника.
Окончил Тульскую духовную семинарию (1897) и Московскую духовную академию со степенью кандидата богословия (1901).
Помощник инспектора Тульской духовной семинарии (1901), преподаватель русского языка и словесности в Тульском епархиальном женском училище, член епархиальной палаты древностей (1902).
Магистр богословия (1904), титулярный советник (1906), коллежский асессор (1907), надворный советник (1908).
Преподаватель русского и церковнославянского языков, теории словесности и истории литературы в Тульской духовной семинарии (1911), член епархиального ревизионного комитета, коллежский советник (1912), редактор неофициальной части «Тульских епархиальных ведомостей» (1913), постоянный член Тульского епархиального училищного совета. Награжден орденом св. Станислава III степени (1913).
Статский советник (1916), член редакционной комиссии экстренного и секретарь чрезвычайного епархиальных съездов духовенства и мирян, член церковного епархиального совета (1917).
В 1917—1918 годах член Поместного собора Православной российской церкви по избранию как мирянин от Тульской епархии, участвовал в 1–2-й сессиях, член III, VIII, XIII отделов.
В 1918 году член Тульского епархиального совета. Обвенчан с Наталией Игнатьевной Дружининой. Жил в Туле на улице Жуковского, дом 37 (сохранился)
В 1920-е годы заведующий и преподаватель русского языка в 4-й единой трудовой школе имени Герцена и на рабфаке в Туле.
С 1943 года завуч во 2-й женской средней школе Тулы.
В 1945 году член Поместного Собора Русской православной церкви от Тульской епархии.

## Сочинения
- Речь // Тульские епархиальные ведомости. 1914. № 43.
- Думы и впечатления // Тульские епархиальные ведомости. 1917. № 33/34.
- Съезд настоятелей церквей Тульской епархии // Журнал Московской Патриархии. 1947. № 1. С. 45–47.
- Знаменательный юбилей // Журнал Московской Патриархии. 1951. № 12. С. 58–59.